# Szetepenré (hercegnő)
Szetepenré (i. e. kb. 1347–1343/42) egyiptomi hercegnő a XVIII. dinasztia idején; Ehnaton fáraó és főfelesége, Nofertiti lánya.
Szetepenré, az amarnai uralkodópár hatodik, legkisebb lánya apjának 9. uralkodási éve körül született Ahet-Atonban, az apja által alapított új fővárosban. Neve („Ré választottja”) nem tipikus személynév; uralkodói névként is előfordult. Ez, valamint az, hogy első három nővérén, valamint Baketatonon és Tutanhatonon kívül egyik amarnai gyermek sem túl fantáziadús nevet kapott (Nofernoferuaton Ta-serit nevében anyjuké ismétlődik, Nofernoferuréé ennek egy változata, míg Meritaton Ta-serit és Anheszenpaaton Ta-serit anyjuk nevét kapták) abból következik, hogy az ókori egyiptomi nevek többsége valamelyik istenség nevét foglalta magában, és az egyistenhit bevezetésével hirtelen leszűkült az elfogadható nevek köre. (Ehnaton még saját apja, III. Amenhotep nevéből is több helyen kivésettette az üldözött Ámon isten nevét.)
A hat hercegnőt nyilvánosan először a 12. év 2. téli hónapjának 8. napján ábrázolták együtt, az „idegen adók szemléjén” és a hozzákötődő ünnepségeken, melyet II. Meriré és Huja ahet-atoni sírkamráiban örökítettek meg.
Az amarnai királyi sír Alfa termében, a C fal domborművének tanúsága szerint (ahol öt hercegnő neve van felsorolva, Nofernoferuréét vakolat takarja, és csak négyüket ábrázolja kép), Szetepenré Nofernoferuré előtt halt meg, talán a 13. vagy 14. évben, mielőtt hatodik életévét betölthette volna. Mivel nem ábrázolják a sír Gamma helyisége B falán, ahol a második hercegnőt, Maketatont gyászolják szülei és négy még élő testvére, Szetepenré halála feltehetőleg korábban következett be, mint Maketatoné, talán még azelőtt, hogy hogy a királyi sír eléggé elkészült volna ahhoz, hogy temethessenek bele. Így valószínűleg Szetepenré volt az első amarnai hercegnő, aki meghalt. Lehetséges, hogy teste később a királyi sír Alfa termébe került.